# Zakąty
Zakąty – przysiółek wsi Krusznik w Polsce, położony w województwie podlaskim, w powiecie augustowskim, w gminie Nowinka. Przysiółek wchodzi w skład sołectwa Krusznik.
W latach 1975–1998 przysiółek administracyjnie należał do województwa suwalskiego.
W Zakątach mieszkał i tworzył Stanisław Tym. 